# Franz-Josef Vogt
Franz-Josef Vogt (ur. 30 października 1985 w Triesen) – liechtensteiński piłkarz grający na pozycji obrońcy. Od 2010 roku jest zawodnikiem klubu USV Eschen/Mauren.

## Kariera klubowa
Swoją karierę piłkarską Vogt rozpoczął w klubie FC Balzers. Zadebiutował w nim w 2002 roku w czwartej lidze szwajcarskiej. W sezonie 2005/2006 był wypożyczony do FC Chur 97. W zespole FC Balzers grał do końca sezonu 2009/2010. W 2010 roku przeszedł do USV Eschen/Mauren. W 2012 roku zdobył z nim Puchar Liechtensteinu.

## Kariera reprezentacyjna
W reprezentacji Liechtensteinu Vogt zadebiutował 7 czerwca 2003 roku w przegranym 1:3 meczu eliminacji do Euro 2004 z Macedonią, rozegranym w Skopje.